# Миркин, Борис Савельевич
Бори́с Саве́льевич Ми́ркин (1937—2019) — советский диссидент, политзаключенный, поэт. С 1990 и до конца жизни — член петербургского общества «Мемориал», активно участвовал в жизни общества, был членом Правления.

## Биография
Родился в 1937 году в Ленинграде. В 1955 году окончил школу и поступил в техническое училище № 3 при заводе им. Калинина по специальности токарь-универсал; проработал там до сентября 1959 года.
В 1959 году поступил в Химико-фармацевтический институт, который окончил в 1964 году. В 1965 году поступил на работу в Научно-исследовательскую лабораторию Военно-Медицинской академии им. Кирова в качестве старшего лаборанта химического отдела. Затем работал старшим лаборантом в институте военной медицины, созданном на базе лаборатории.

## Арест
В стремительный набег, как в времена былые,

Вломились мы сюда без спроса, как враги,

Народу той страны ненужные, чужие,

С попыткой навязать им строй моей страны.

<…>

Зачем везут сюда в афганские долины,

Из муромских лесов и пензенских степей,

Из шумных городов в теплушках грязных, длинных,

Как стадо на убой, дивизии парней.
13 апреля 1981 при проверке режима секретности командованием войсковой части у Миркина обнаружили «машино-писные материалы в стихотворной форме». В своих стихотворениях («Любителю муз и служителю Марса», «Путь на Юг») Борис Миркин выражал протест против войны в Афганистане, начавшейся в 1979 году.
6 мая 1981 арестован.
По мнению следствия, стихи Миркина были «злобными измышлениями на советский государственный строй, внутреннюю и внешнюю политику СССР», и содержали «призывы к совершению особо опасного государственного преступления и свержению советского правительства». На допросах Миркин не скрывал, что через поэзию выражал свои политические взгляды, но отрицал вину.
Приговорён Ленинградским Горсудом по статье 70 ч. 1 УК РСФСР к 3 с половиной годам ИТК. Срок отбывал в лагере «Пермь-35» (1982) и «Пермь-37» (1983—1984). Освобождён по отбытии срока заключения 6 ноября 1984 года.
Реабилитирован 7 марта 1990 года Постановлением Президиума Верховного Суда РСФСР. Освободившись, работал токарем на заводе «Красный выборжец», так как заниматься наукой ему больше не позволили.

## Публикации
Автор книги стихов и воспоминаний «Держу ответ…». Санкт-Петербург.-2004 г.